# Список произведений Сергея Прокофьева (по жанрам)
Более подробный список (с указанием первых исполнителей и первых изданий) см. здесь: Список произведений Сергея Прокофьева (по опусам)

## Сценическая музыка

### Балеты
- «Сказка про шута (семерых шутов перешутившего)», балет в 6 картинах, ор. 21. Сюжет А. Афанасьева. Либретто С. Прокофьева. 1920 г. (1915 г.)
- «Стальной скок», балет в 2 картинах, ор. 41. Либретто Г. Якулова и С. Прокофьева. 1924 г.
- «Блудный сын», балет в 3 действиях, ор. 46. Либретто Б. Кохно. 1929 г.
- «На Днепре», балет в 2 картинах, ор. 51. Либретто С. Лифаря и С. Прокофьева. 1930 г.
- «Ромео и Джульетта», балет в 4 действиях, 10 картинах, ор. 64. Сюжет В. Шекспира. Либретто С. Радлова, А. Пиотровского, Л. Лавровского и С. Прокофьева. 1935-1936 гг.
- «Золушка», балет в 3 действиях, ор. 87. Либретто Н. Волкова. 1940-1944 гг.
- «Сказ о каменном цветке», балет в 4 действиях по материалам сказов П. Бажова, ор. 118. Либретто Л. Лавровского и М. Мендельсон-Прокофьевой. 1948-1950 гг.

### Музыка к театральным постановкам
- «Египетские ночи», музыка к спектаклю Камерного театра в Москве по В. Шекспиру, Б. Шоу и А. Пушкину, для малого симфонического оркестра. 1933 г.
- «Борис Годунов», музыка к неосуществленному спектаклю в театре им. В. Э. Мейерхольда в Москве для большого симфонического оркестра, ор. 70 bis. 1936 г.
- «Евгений Онегин», музыка к неосуществленному спектаклю Камерного театра в Москве по роману А. Пушкина, инсценировка С. Д. Кржижановского, ор. 71. 1936 г.
- «Гамлет», музыка к спектаклю в постановке С. Радлова в Ленинградском драматическом театре, для малого симфонического оркестра, ор. 77. 1937-1938 гг.

### Музыка к кинофильмам
- «Поручик Киже», музыка к фильму для малого симфонического оркестра. 1933 г.
- «Пиковая дама», музыка к неосуществленному фильму для большого симфонического оркестра, ор. 70. 1938 г.
- «Александр Невский», музыка к фильму для меццо-сопрано, смешанного хора и большого симфонического оркестра. Режиссёр С. М. Эйзенштейн. 1938 г.
- «Лермонтов», музыка к фильму для большого симфонического оркестра. Режиссёр А. Гендельштейн. 1941 г.
- «Тоня», музыка к короткометражному фильму (не вышел на экран) для большого симфонического оркестра. Режиссёр А. Роом. 1942 г.
- «Котовский», музыка к фильму для большого симфонического оркестра. Режиссёр А. Файнциммер. 1942 г.
- «Партизаны в степях Украины», музыка к фильму для большого симфонического оркестра. Режиссёр И. Савченко. 1942 г.
- «Иван Грозный», музыка к фильму для меццо-сопрано и большого симфонического оркестра, ор. 116. Режиссёр С. М. Эйзенштейн. 1942-1945 гг.

## Вокальная и вокально-симфоническая музыка

### Оратории и кантаты, хоры, сюиты
- Два стихотворения для женского хора и оркестра на слова К. Бальмонта, ор. 7. 1909 г.
- «Семеро их» на текст К. Бальмонта «Зовы древности», кантата для драматического тенора, смешанного хора и большого симфонического оркестра, ор. 30. 1917-1918 гг.
- Кантата к 20-летию Октября для симфонического оркестра, военного оркестра, оркестра аккордеонов, оркестра ударных инструментов и двух хоров на тексты Маркса, Ленина и Сталина, ор. 74. 1936-1937 гг.
- «Песни наших дней», сюита для солистов, смешанного хора и симфонического оркестра, ор. 76. 1937 г.
- «Александр Невский», кантата для меццо-сопрано (соло), смешанного хора и оркестра, ор. 78. Слова В. Луговского и С. Прокофьева. 1938-1939 гг.
- «Здравица», кантата для смешанного хора с сопровождением симфонического оркестра, ор. 85. Текст народный: русский, украинский, белорусский, мордовский, кумыкский, курдский, марийский. 1939 г.
- «Баллада о мальчике, оставшемся неизвестным», кантата для сопрано, тенора, хора и оркестра, ор. 93. Слова П. Антокольского. 1942-1943 гг.
- Эскизы к Гимну Советского Союза и Гимну РСФСР, ор. 98. 1943 г.
- «Расцветай, могучий край», кантата к 30-летию Великой Октябрьской социалистической революции для смешанного хора и оркестра, ор. 114. Текст Е. Долматовского. 1947 г.
- «Зимний костёр», сюита для чтецов, хора мальчиков и симфонического оркестра на слова С. Я. Маршака, ор. 122. 1949 г.
- «На страже мира», оратория для меццо-сопрано, чтецов, смешанного хора, хора мальчиков и симфонического оркестра на слова С. Я. Маршака, ор. 124. 1950 г.

### Для голоса с фортепиано
- Два стихотворения А. Апухтина и К. Бальмонта для голоса с ф-п., ор. 9. 1909
- «Гадкий утёнок» (сказка Андерсена) для голоса с ф-п., ор. 18. 1914
- Пять стихотворений для голоса с ф-п., ор. 23. Слова В. Горянского, 3. Гиппиус, Б. Верина, К. Бальмонта и Н. Агнивцева. 1915
- Пять стихотворений А. Ахматовой для голоса с ф-п., ор. 27. 1916
- Пять песен (без слов) для голоса с ф-п., ор. 35. 1920
- Пять стихотворений К. Бальмонта для голоса с ф-п., ор. 36. 1921
- Две песни из кинофильма «Поручик Киже» для голоса с ф-п., ор. 60 bis. 1934
- Шесть песен для голоса с ф-п., ор. 66. Слова М. Голодного, А. Афиногенова, Т. Сикорской и народные. 1935
- Три детские песни для голоса с ф-п., ор. 68. Слова A. Барто, Н. Саконской и Л. Квитко (перевод С. Михалкова). 1936-39
- Три романса на слова А. Пушкина для голоса с ф-п., ор. 73. 1936
- «Александр Невский», три песни из кинофильма (слова B. Луговского), ор 78. 1939
- Семь песен для голоса с ф-п., ор. 79. Слова А. Прокофьева, А. Благова, М. Светлова, М. Мендельсон, П. Панченко, без указания автора и народные. 1939
- Семь массовых песен для голоса с ф-п., ор. 89. Слова В. Маяковского, А. Суркова и М. Мендельсон. 1941-42
- Обработки русских народных песен для голоса с ф-п., ор. 104. Слова народные. Две тетради, 12 песен. 1944
- Два дуэта, обработки русских народных песен для тенора и баса с ф-п., ор. 106. Текст народный, записан Е. В. Гиппиусом. 1945
- Песня солдатская походная, ор. 121. Слова В. Луговского. 1950

## Для симфонического оркестра

### Симфонии исимфониетты
- Симфониетта A-dur, op. 5, в 5 частях. 1914 (1909)
- Классическая (Первая) симфония D-dur, op. 25, в 4 частях. 1916-17
- Вторая симфония d-moll, op. 40, в 2 частях. 1924
- Третья симфония c-moll, op. 44, в 4 частях. 1928
- Симфониетта A-dur, op. 48, в 5 частях (третья редакция). 1929
- Четвертая симфония C-dur, op 47, в 4 частях. 1930
- Пятая симфония B-dur, op. 100. в 4 частях. 1944
- Шестая симфония es-moll, op. 111. в 3 частях. 1945-47
- Четвертая симфония C-dur, op. 112, в 4 частях. Вторая редакция. 1947
- Седьмая симфония cis-moll, op. 131, в 4 частях. 1951-52

### Другие произведения для симфонического оркестра
- «Сны», симфоническая картина для большого оркестра, ор. 6. 1910
- «Осеннее», симфонический эскиз для малого симфонического оркестра, ор. 8. 1934 (1915-1910)
- «Ала и Лоллий», скифская сюита для большого симфонического оркестра, ор. 20, в 4 частях. 1914-15
- «Шут», сюита из балета для большого симфонического оркестра, ор. 21 bis, в 12 частях. 1922
- Andante из Четвертой сонаты для ф-п., транскрипция автора для симфонического оркестра, ор. 29 bis. 1934
- «Любовь к трём апельсинам», симфоническая сюита из оперы, ор. 33 bis, в 6 частях. 1934
- Увертюра на еврейские темы, транскрипция автора для симфонического оркестра, ор. 34 bis. 1934
- «Стальной скок», симфоническая сюита из балета, ор. 41 bis. в 4 частях. 1926
- Увертюра для флейты, гобоя, 2 кларнетов, фагота, 2 труб, тромбона, челесты, 2 арф, 2 ф-п., виолончели, 2 контрабасов и ударных B-dur, op. 42. Два варианта: для камерного оркестра из 17 человек и для большого оркестра (1928). 1926
- Дивертисмент для оркестра, ор. 43, в 4 частях. 1925-29
- «Блудный сын», симфоническая сюита из балета, ор. 46 bis, в 5 частях. 1929
- Andante из квартета h-moll, переложение автора для струнного оркестра, ор. 50 bis. 1930
- Четыре портрета и развязка из оперы «Игрок», симфоническая сюита для большого оркестра, ор. 49. 1931
- «На Днепре», сюита из балета для большого оркестра, ор. 51 bis, в 6 частях. 1933
- Симфоническая песнь для большого оркестра, ор. 57. 1933
- «Поручик Киже», симфоническая сюита из музыки к фильму, ор. 60, в 5 частях. 1934
- «Египетские ночи», симфоническая сюита из музыки к спектаклю в Московском камерном театре, ор. 61, в 7 частях. 1934
- «Ромео и Джульетта», первая сюита из балета для большого симфонического оркестра, ор. 64 bis, в 7 частях. 1936
- «Ромео и Джульетта», вторая сюита из балета для большого симфонического оркестра, ор. 64 ter, в 7 частях. 1936
- «Петя и волк», симфоническая сказка для детей, для чтеца и большого симфонического оркестра, ор. 67. Слова С. Прокофьева. 1936
- Русская увертюра для симфонического оркестра, ор. 72. Два варианта: для четверного состава и для тройного состава. 1936
- «Летний день», детская сюита для малого оркестра, ор. 65 bis, в 7 частях. 1941
- Симфонический марш B-dur для большого оркестра, ор. 88. 1941
- «1941-й год», симфоническая сюита для большого оркестра, ор. 90, в 3 частях. 1941
- «Семён Котко», сюита для симфонического оркестра, ор. 81 bis, в 8 частях. 1943
- «Ода на окончание войны» для 8 арф, 4 ф-п., оркестра духовых и ударных инструментов и контрабасов, ор. 105. 1945
- «Ромео и Джульетта», третья сюита из балета для большого симфонического оркестра, ор. 101, в 6 частях. 1946
- «Золушка», первая сюита из балета для большого симфонического оркестра, ор. 107, в 8 частях. 1946
- «Золушка», вторая сюита из балета для большого симфонического оркестра, ор. 108, в 7 частях. 1946
- «Золушка», третья сюита из балета для большого симфонического оркестра, ор. 109, в 8 частях. 1946
- Вальсы, сюита для симфонического оркестра, ор. 110. 1946
- Праздничная поэма («Тридцать лет») для симфонического оркестра, ор. 113. 1947
- Пушкинские вальсы для симфонического оркестра, ор. 120. 1949
- «Летняя ночь», симфоническая сюита из оперы «Обручение в монастыре», ор. 123, в 5 частях. 1950
- «Сказ о каменном цветке», свадебная сюита из балета для симфонического оркестра, ор. 126, в 5 частях. 1951
- «Сказ о каменном цветке», цыганская фантазия из балета для симфонического оркестра, ор. 127. 1951
- «Сказ о каменном цветке», уральская рапсодия из балета для симфонического оркестра, ор. 128. 1951
- Праздничная поэма «Встреча Волги с Доном» для симфонического оркестра, ор. 130. 1951

## Концерты с оркестром
- Первый концерт для ф-п. с оркестром Des-dur, op. 10, одночастный. 1911—1912
- Второй концерт для ф-п. с оркестром g-moll, op. 16, в 4 частях. 1923 (1913)
- Первый концерт для скрипки с оркестром D-dur, op. 19, в 3 частях. 1914—1917
- Третий концерт для ф-п. с оркестром C-dur, op. 26, в 3 частях. 1917—1921
- Четвертый концерт для ф-п. с оркестром для левой руки B-dur, op. 53, в 4 частях. 1931
- Пятый концерт для ф-п. с оркестром G-dur, op. 55, в 5 частях. 1932
- Концерт для виолончели с оркестром e-moll, op. 58, в 3 частях. 1933—1938
- Второй концерт для скрипки с оркестром g-moll. op. 63, в 3 частях. 1935
- Симфония-концерт для виолончели с оркестром e-moll. ор. 125, в 3 частях. 1950—1952
- Концертино для виолончели с оркестром g-moll, op. 132. в 3 частях. Закончено после смерти С. Прокофьева М. Ростроповичем. 1952
- Концерт для 2 ф-п. и струнного оркестра, ор. 133, в 3 частях. Не закончено. 1952

## Для духового оркестра
- Четыре марша, ор. 69. 1935-37
- Марш B-dur, op. 99. 1943-44

## Для инструментальных ансамблей
- Юмористическое скерцо для 4 фаготов, ор. 12 bis. 1912
- Увертюра на еврейские темы для кларнета, 2 скрипок, альта, виолончели и ф-п. c-moll, op. 34. 1919
- Квинтет для гобоя и кларнета, скрипки, альта и контрабаса g-moll, op. 39, в 6 частях. 1924
- Квартет для 2 скрипок, альта и виолончели h-moll, ор. 50, в 3 частях. 1930
- Соната для 2 скрипок C-dur, op. 56, в 4 частях. 1932
- Первая соната для скрипки и ф-п. f-moll, op. 80, в 4 частях. 1938-46
- Второй квартет (на кабардинские темы) для 2 скрипок, альта и виолончели F-dur, op. 92, в 3 частях. 1941
- Соната для флейты и ф-п. D-dur, op. 94, в 4 частях. 1943
- Вторая соната для скрипки и ф-п. (транскрипция сонаты для флейты и ф-п.) D-dur, op. 94 bis. 1943-44
- Соната для виолончели и ф-п. C-dur, op. 119, в 3 частях. 1949

## Для фортепиано

### Сонаты, сонатины
- Первая соната для ф-п. f-moll, op. 1, в одной части. 1909 (1907)
- Вторая соната для ф-п. d-moll, op. 14, в 4 частях. 1912
- Третья соната для ф-п. a-moll, op. 28, в одной части (из старых тетрадей). 1917 (1907)
- Четвертая соната для ф-п. c-moll, op. 29, в 3 частях (из старых тетрадей). 1917 (1908)
- Пятая соната для ф-п. C-dur, op. 38, в 3 частях. 1923
- Две сонатины[1] для ф-п. e-moll, op. 54, в 3 частях, и G-dur в 3 частях. 1931-32
- Шестая соната для ф-п. A-dur, op. 82, в 4 частях. 1939-40
- Седьмая соната для ф-п. B-dur, op. 83, в 3 частях. 1939-42
- Восьмая соната для ф-п. B-dur, op. 84, в 3 частях. 1939-44
- Девятая соната для ф-п. C-dur, op. 103, в 4 частях. 1947
- Пятая соната для ф-п. C-dur, op. 135, в 3 частях: (новая редакция). 1952-53
- Десятая соната для ф-п. e-moll, op. 137. Эскиз экспозиции (44 такта). 1953

### Другие произведения для фортепиано
- Четыре этюда для ф-п., ор. 2. 1909
- Четыре пьесы для ф-п., ор. 3. 1911 (1907-08)
- Четыре пьесы Для ф-п., ор. 4. 1910-12 (1908)
- Токката для ф-п. d-moll, op. 11. 1912
- Десять пьес для ф-п., ор. 12. 1913
- Сарказмы, пять пьес для ф-п., ор. 17. 1912-14
- Мимолётности, двадцать пьес для ф-п., ор. 22. 1915-17
- Сказки старой бабушки, четыре пьесы для ф-п., ор. 31. 1918
- Четыре пьесы для ф-п., ор. 32. 1918
- Вальсы Шуберта, выбранные и объединённые в сюиту, переложение для 2 ф-п. в 4 руки. 1918
- Органная прелюдия и фуга d-moll Д. Букстехуде, переложение для ф-п. 1918
- «Любовь к трем апельсинам», 2 фрагмента из оперы, концертная транскрипция для ф-п. автора, ор. 33 ter. Год создания неизвестен
- «Вещи в себе», две пьесы для ф-п., ор. 45. 1928
- Шесть пьес для ф-п., ор. 52. 1930-31
- Три пьесы для ф-п., ор. 59. 1934
- Мысли, три пьесы для ф-п., ор. 62. 1933-34
- Дьявольское искушение
- Детская музыка, двенадцать легких пьес для ф-п., ор. 65. 1935
- «Ромео и Джульетта», десять пьес для ф-п., ор. 75. 1937
- Дивертисмент, переложение автора для ф-п., ор. 43 bis. 1938
- Гавот № 4 из музыки к спектаклю «Гамлет» для ф-п., ор. 77 bis. 1938
- Три пьесы из балета «Золушка» для ф-п., ор. 95. 1942
- Три пьесы для ф-п., ор. 96. 1941-42
- Десять пьес из балета «Золушка» для ф-п., ор. 97. 1943
- Шесть пьес из балета «Золушка» для ф-п., ор. 102. 1944

## Для скрипки
- Пять мелодий для скрипки и ф-п., ор. 35 bis. 1925
- Соната для скрипки solo D-dur, op. 115, в 3 частях. 1947

## Для виолончели
- Баллада для виолончели и фп. c-moll, op. 15. 1912
- Adagio из балета «Золушка» для виолончели и фп., ор. 97 bis. 1944